# Ксанти (дим)
Кса́нти (греч. Δήμος Ξάνθης) — община (дим) в Греции. Входит в периферийную единицу Ксанти в периферии Восточной Македонии и Фракии. Население 65 133 жителей по переписи 2011 года. Площадь 495,118 км². Плотность 131,55 человека на км². Административный центр общины — Ксанти. Димархом на местных выборах 2019 года избран Эммануил Цепелис (Εμμανουήλ Τσέπελης).
Община создана в 1924 году (ΦΕΚ 194Α). В 2010 году (ΦΕΚ 87Α) по программе «Калликратис» к общине Ксанти присоединена упразднённая община Ставруполис.
Община (дим) Ксанти делится на 2 общинные единицы.